# Prix Samuli-Paronen
Le prix Samuli-Paronen (en finnois : Samuli Paronen -palkinto) est un prix créé en 2006 décerné à un auteur de recueils d’aphorismes.

## Histoire
Le prix a été décerné annuellement de 2006 à 2010, depuis il est décerné tous les trois ans par l’Association finlandaise d’aphorisme (en finnois : Suomen aforismiyhdistys). Le prix porte le nom de l’écrivain Samuli Paronen dont le recueil d’aphorismes Maailma on sana (1974) est considéré comme un sommet de l’aphoristique finlandaise.

## Lauréats
- 2006 : Helena Anhava[1]
- 2007 : Mirkka Rekola[2]
- 2008 : Paavo Haavikko[3]
- 2009 : Markku Envall[4]
- 2010 : Arto Seppälä[5]
- 2013 : Hilja Mörsäri